# فيضانات أوروبا 2021
فيضانات أوروبا عام 2021 هي سلسلة من الفيضانات الشديدة المستمرة التي بدأت في 12 يوليو 2021. وقد أثرت على العديد من أحواض الأنهار، وخاصة في ألمانيا ولوكسمبورغ وهولندا وبلجيكا.وقد دام هذا الفيضان 13 يوما.

## الأمطار
بدأت الفيضانات في بلجيكا وألمانيا وهولندا وسويسرا في 14 و15 يوليو 2021 بعد هطول غير مسبوق للأمطار في أوروبا الغربية، مما تسبب في فيضان العديد من الأنهار وغرق المدن والبلدات التي على ضفافها.

## الأضرار
وقعت أسوأ الأضرار في منطقة آرفايلر بولاية راينلاند بالاتينات، حيث فاض نهر أهر، مما أدى إلى تدمير العديد من المباني مخلفة 90 قتيلا ومئات الجرحى.
كذلك فقد قُتل ما لا يقل عن 197 شخصا جراء الفيضانات، من بينهم 159 في ألمانيا و36 في بلجيكا وواحد في إيطاليا. وتعد الفيضانات من أخطر الكوارث الطبيعية التي تشهدها ألمانيا منذ الحرب العالمية الثانية. كما اعتبر 163 في عداد المفقودين في بلجيكا.

## التسلسل الزمني
في 15 يوليو طُلب من جميع سكان منطقة لياج، وهي ثالث أكبر منطقة حضرية في بلجيكا، البالغ عددهم 200 ألف نسمة، إخلاء منازلهم خوفا من فيضان نهر الميز واحتمال انهيار جسر السد. واعتبارًا من 15 يوليو، لم يُسمح بدخول أي مركبات إلى وسط مدينة لياج، ولم يُسمح لحركة المرور بالمغادرة إلا ضمن عملية الإخلاء. بالإضافة إلى ذلك، وبسبب الفيضانات الغزيرة، فقد توقف إمداد المياه الصالحة للشرب في عدد من البلديات في مقاطعتي لياج ونامور. كما جرى تعليق جميع خدمات القطارات في منطقة والونيا.
في 15 يوليو، حذرت خدمة الأرصاد الجوية السويسرية من أن الفيضانات في البلاد ستزداد سوءًا خلال الأيام القليلة التالية، مما قد يعادل مستويات «فيضان القرن» لعام 2005 وأن هناك خطرًا كبيرًا لحدوث فيضانات في بحيرة بيل وبحيرة ثون. وبحيرة لوسيرن، فضلاً عن خطر الانهيارات الأرضية. في ذلك اليوم، وصل منسوب المياه في بحيرة لوسيرن إلى أعلى مستوى إنذار.
في هولندا، وصل نهر الميز بالقرب من ليمبورخ إلى أعلى مستوى صيفي له منذ أكثر من مائة عام، وفقًا للسلطات، وكان من المتوقع اعتبارًا من 15 يوليو أن يتجاوز الأرقام القياسية لفصل الشتاء في 1993 و1995 في 14 يوليو، أصدر المعهد الملكي الهولندي للأرصاد الجوية أعلى تحذير باللون الأحمر لمدينة ليمبورخ. ثم جرى تخفيضه إلى تحذير أصفر في حوالي الساعة 03:50 بالتوقيت المحلي يوم 15 يوليو. تلقى معظم بقية سكان هولندا تحذيرًا أصفر من هطول الأمطار في 15 يوليو. وانقطع التيار الكهربائي عن أكثر من 400 منزل في ليمبورخ وفقا لما أعلنته شركة الكهرباء Enexis.
في لوكسمبورغ، جرى إجلاء 2000 شخص من منازلهم في ترير، واشترناخ وRosport. وانقطعت الكهرباء عن العديد من المنازل في ميرش وبرينغن ورولينجن.
في ألمانيا، أُبلغ عن فقد 70 شخصًا من منطقة إيفل. وقد عُزلت قرية كورديل في ترير- ساربورغ، والتي يبلغ عدد سكانها حوالي 2000 نسمة، تمامًا. وجرى إجلاء 4500 شخص في قرى شمال الراين وستفاليا. قالت شركة Westnetz، أكبر شبكة توزيع كهرباء في ألمانيا، في 15 يوليو، إن 200000 عقار في مناطق شمال الراين - وستفاليا ورينلاند بالاتينات كانت بدون كهرباء في ألمانيا، وأنه سيكون من المستحيل إصلاح المحطات الفرعية قبل تنظيف الطرق. قالت صحيفة الأرصاد الجوية الألمانية إن كمية الأمطار في بعض مناطق ألمانيا كانت الأعلى منذ أكثر من 100 عام. وتوقعوا هطول أمطار أقل في المناطق المتضررة في 16 يوليو. في شتولبرغ، نوردراين فيستفالن، نهب مئات الأشخاص المحلات التجارية الفارغة.

## ردود الفعل
قالت المستشارة الألمانية أنجيلا ميركل إنها «صُدمت من الكارثة التي تعرض لها الكثير من الناس في مناطق الفيضانات» وأعربت عن «تعاطفها مع أسر الموتى والمفقودين».
وقال مالو دريير، حاكم ولاية راينلاند بالاتينات، أمام البرلمان الإقليمي «هناك قتلى، وهناك أشخاص مفقودون، وهناك الكثير ممن لا يزالون في خطر. لم نشهد مثل هذه الكارثة من قبل. إنه أمر مدمر حقًا.»
استجاب رئيس المفوضية الأوروبية، تشارلز ميشيل ورئيس مجلس الاتحاد الأوروبي، رئيس وزراء المملكة المتحدة بوريس جونسون. بينما عرضت إيطاليا والنمسا إرسال فرق إنقاذ من الفيضانات إلى المناطق المتضررة في بلجيكا.